# Teatro della Memoria

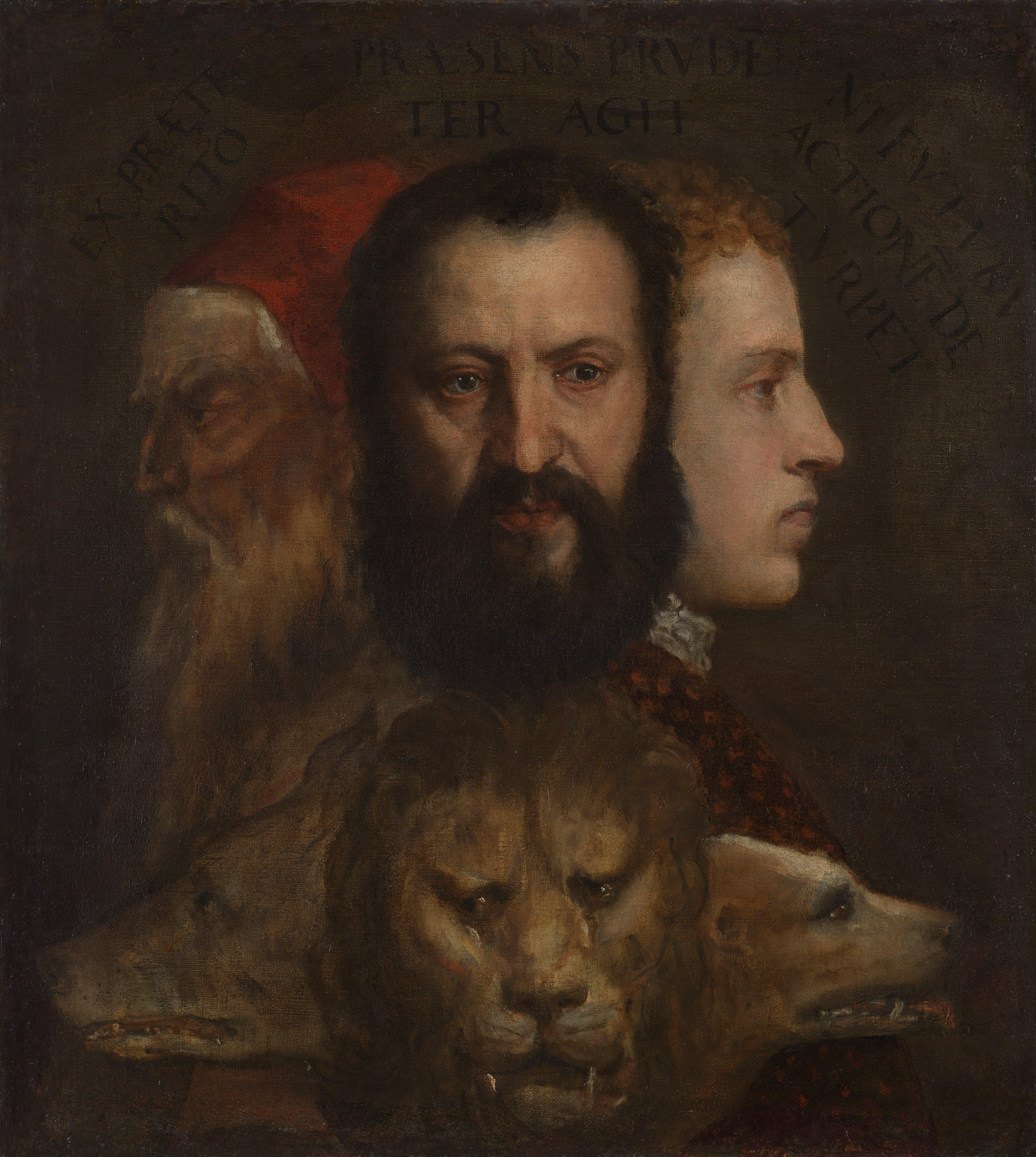
Tiziano, Allegoria della Prudenza (1565/1570 ca.), National Gallery, la cui probabile ispirazione, secondo F.A. Yates, è l'utopia di Giulio Camillo

Il Teatro della Memoria è l'oggetto di una speculazione utopistica dell'umanista rinascimentale Giulio Camillo Delminio, che, nel XVI secolo, concepì – e forse in parte anche realizzò – l'idea di un teatro destinato a recare l'impronta mnemonica di tutta la conoscenza universale, codificata e organizzata attraverso schemi di memoria associativa.

## Struttura
Il teatro di Camillo, a volte citato come Anfiteatro della Memoria, era il frutto di un'utopia maturata in un'atmosfera culturale neoplatonica ed ermetico-cabalistica, tipica del Rinascimento italiano. Ispirato al modello del De architectura dell'architetto romano Vitruvio, era diviso in sette gradi, che facevano riferimento ai sette oggetti celesti del sistema solare di cui all'epoca si conosceva l'esistenza: Diana/Luna, Mercurio, Venere, Apollo/Sole, Marte, Giove e Saturno. Gli anelli del teatro erano intersecati da sette corsie, di modo che i gradoni dell'edificio si trovassero a essere suddivisi in quarantanove caselle, a ognuna delle quali era associata mnemonicamente una figura simbolica desunta dalla mitologia, dalla cabala o dall'ermetismo.
Per la realizzazione del suo teatro, Camillo cercò l'aiuto di potenti e regnanti dell'epoca, tra cui, dal 1530, quello del re di Francia Francesco I di Valois (che aveva avuto modo di conoscere di persona a Milano), dal quale ottenne sostegno economico durante un soggiorno di cui fece esperienza presso la sua corte parigina, in un viaggio compiuto al seguito del fido e intimo amico Girolamo Muzio, che a sua volta accompagnava il conte Guido II Rangoni. Nel 1537 cercò poi invano l'aiuto economico del duca di Ferrara, Ercole II d'Este, della cui corte faceva parte Muzio. Riuscì infine infine a convincere il celebre condottiero Alfonso d'Avalos d'Aquino, marchese del Vasto, allora governatore militare di Milano, anche in questo caso aiutato dalla mediazione del fedele amico Girolamo Muzio.

### Realizzazioni: la testimonianza di Viglius van Aytta
Si ritiene che non sia stato in grado di portare a compimento i suoi intenti, anche se esiste una testimonianza autoptica di Viglius Zuichemus (Wigle Aytta van Zwichem), emissario di Erasmo da Rotterdam, che, in una lettera a quest'ultimo, parla del Theatro come di cosa concreta ed esistente, con una struttura in legno: è quindi probabile che sia stato realizzato un modello in scala, ma abbastanza grande da permettere l'ingresso di almeno una o due persone.
(Traduzione dal latino di Lina Bolzoni)
.

## Idea del Theatro
Di questo misterioso Teatro della Memoria rimane la descrizione lasciata per iscritto da Camillo nel libro L'idea di Theatro, opera postuma e neppure di prima mano, pubblicata a stampa per la prima volta nel 1550 a Firenze dal tipografo Lorenzo Torrentino. L'immediato successo dell'opera è testimoniato da ben due edizioni uscite a Venezia già in quello stesso anno, presso la stamperia di Agostino Bindoni e Baldassarre Costantini. Appena due anni dopo, nel 1552, il libro conosce una nuova pubblicazione, curata da Ludovico Dolce per i tipi di Gabriele Giolito de' Ferrari, a cui faranno seguito ancora nuove edizioni e ristampe.
Il teatro di Camillo rimane uno degli oggetti più affascinanti che il Rinascimento italiano ha lasciato alla cultura europea: in esso è contenuta una sintesi del pensiero degli umanisti del Cinquecento.
La prospettiva dell'organizzazione della sapienza umana, nella sua interezza, e della delimitazione dell'immagine cosmica entro la finitezza di uno spazio fisico contrassegnato da simboli, riproduceva visioni e immagini dell'Universo e concezioni dello scibile permeate nel profondo da significati simbolici, compendio delle più intense esperienze filosofiche del Rinascimento europeo, l'ermetismo filosofico, la tradizione cabalistica occidentale, il neoplatonismo e l'astrologia. Una simile aspirazione porta con sé i tratti tipici di una propensione utopica della cultura e della filosofia del Rinascimento, la tensione costante verso la conoscenza universale.
Frances Amelia Yates reputa l'Idea del Theatro di Giulio Camillo Delminio come la verosimile fonte letteraria che ha ispirato il dipinto Allegoria del Tempo governato dalla Prudenza di Tiziano, un'opera realizzata all'incirca negli anni '60 del XVI secolo, ora conservato alla National Gallery di Londra.